# ГеоТЭС Хедлисхейди
ГеоТЭС Хедлисхейди (исл. Hellisheiðarvirkjun) — крупная геотермальная электростанция в Исландии около вулкана Хенгидль с установленной мощностью 303 МВт. На 2012 год является крупнейшей электростанцией этого типа в мире.
Станция начала работать в 2006 году с двумя генераторами по 45 МВт. В 2007 году был введен дополнительный генератор низкого давления, мощностью 33 МВт. В 2008 году были введены в эксплуатацию два генератора мощностью 45 МВт, последние два генератора мощностью 45 МВт были запущены в октябре 2011 года.